# 測量師註冊管理局
測量師註冊管理局（英語：Surveyors Registration Board）乃根據香港法例第417章《測量師註冊條例》第3條的規定而成立的法定機構，負責香港測量師的註冊事宜。2008年的主席為梁立基先生，現任主席為黃國良測量師。